# Musica a Firenze

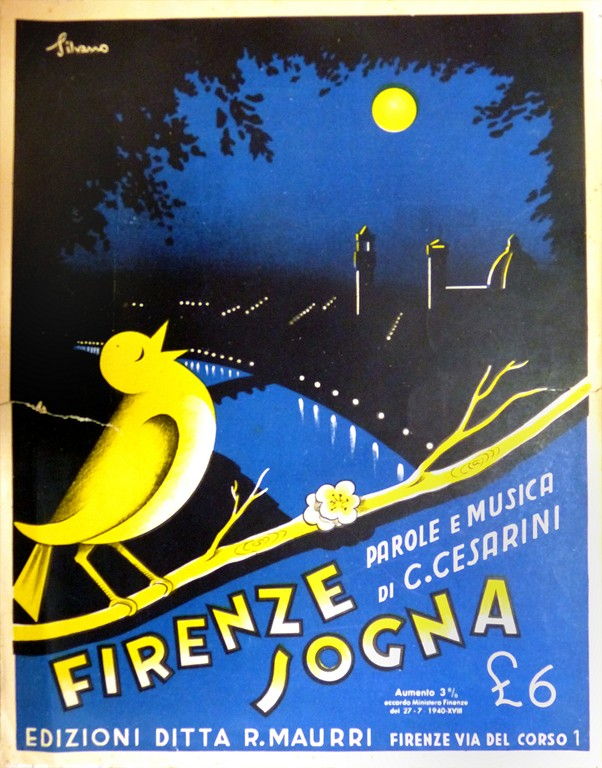
Cesare Cesarini, Firenze sogna, copertina dello spartito musicale, Firenze, Edizioni Ditta R. Maurri, 1941

## La musica a Firenze: storia ed esponenti

### Età classica

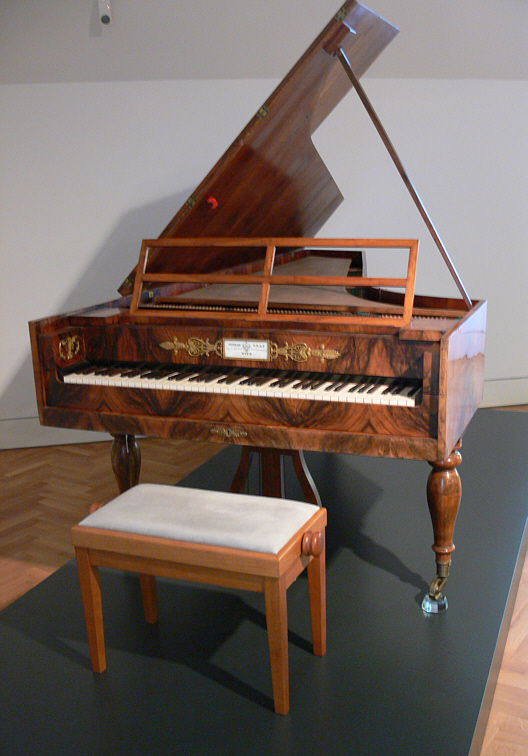
Un fortepiano

La storia della musica in età classica a Firenze non è particolarmente articolata: pur essendo una città in cui le arti decorative e l'architettura hanno per secoli prosperato, Firenze non ha saputo parimenti vantare nel campo della musica colta una tradizione tale da configurare una vera e propria corrente o scuola, come avvenne in epoche diverse per la scuola romana o la scuola veneziana; cionondimeno il capoluogo toscano ha dato i natali e ospitato numerosi musicisti influenti, ed ha costituito il teatro della nascita e dello sviluppo di importanti innovazioni in campo musicale.
I primi musicisti di rilievo da segnalare sono, nel Trecento, gli esponenti dell'ars nova Gherardello da Firenze e Francesco Landino; dal Quattrocento si ricorda la nascita, alla corte di Lorenzo il Magnifico dei Canti Carnascialeschi, composizioni polifoniche omoritmiche di stile popolaresco.
In epoca rinascimentale importante è la costituzione, per volere del conte Giovanni Bardi, della cosiddetta Camerata fiorentina, che nella metà del XVI secolo mise in scena favole dell'antica Grecia accompagnate da musica, costituendo così le prime opere e fornendo uno spunto alla nascita anche delle sinfonie dei secoli successivi.
Dalla Camerata nacque a Firenze il melodramma, antesignano dell'opera, con la rappresentazione de La favola di Dafne di Ottavio Rinuccini nel 1594 a Palazzo Corsi-Tornabuoni, mentre la prima opera lirica vera e propria è considerata l'Euridice di Jacopo Peri, rappresentata nel 1600 in occasione delle nozze di Maria de' Medici con Enrico IV di Francia.
Si segnala infine che è a Firenze che opera, sotto il Gran Principe Ferdinando, l'artigiano Bartolomeo Cristofori, a cui si deve l'ideazione e la costruzione dei primi modelli di fortepiano (poi da lui perfezionato nel corso del secolo e ribattezzato pianoforte), invenzione questa destinata a rivoluzionare la scrittura e l'esecuzione della musica per i secoli a venire.

### Età moderna
A partire dallo scorso secolo sono molti i musicisti nati o vissuti nell'area fiorentina che si sono affermati ad alti livelli. Per la diversità degli stili musicali abbracciati e la differenza delle tematiche affrontate, anche nella musica moderna e contemporanea non si è mai potuto parlare di una vera e propria "scuola fiorentina", come accade ad esempio per la scuola genovese dei cantautori, non essendo riconoscibile una corrente ispiratrice univoca che leghi la maggior parte degli artisti.
In ambito lirico si cita tra tutti il tenore Mario Del Monaco; nell'ambito della musica leggera importante è la figura dello chansonnier Odoardo Spadaro, considerato precursore dei cantautori e che per molti anni ha cantato Firenze con brani famosi in tutta Italia, quali La porti un bacione a Firenze, ed Il valzer della povera gente. Grandi le figure di Carlo Buti, a cui sono dedicate numerose vie in America Latina, e di Narciso Parigi, che ha esportato gli stornelli toscani nel mondo e, grazie alle molte apparizioni televisive, ha portato al successo canzoni come Madonna fiorentina, Firenze sogna, Mattinata fiorentina e molte altre. Altra figura importante è quella del cantante Otello Boccaccini.
A partire dagli anni cinquanta e sessanta riportano un buon successo il cantante Riccardo Del Turco, autore di pezzi come Luglio e Figlio unico, e I Califfi di Franco Boldrini con Al mattino, Così ti amo e Fogli di quaderno (Un disco per l'estate 1969), mentre dagli anni '70 Pupo si dimostrerà cantautore capace di singoli di discreta fortuna, quali Firenze Santa Maria Novella e Gelato al cioccolato.
Nella prima metà degli anni ottanta Firenze diventò la capitale della cultura giovanile italiana. Grazie all'unione di sincronie frutto di intenzioni e talenti collettivi, si creò un ambiente molto vivace e propizio tanto da far registrare un'esplosione di creatività che si sviluppò in diverse direzioni. Presero vita gli spunti più interessanti del panorama nazionale in campo musicale, teatrale, artistico, dell'intrattenimento notturno, della moda e della nuova comunicazione che diedero vita a una delle stagioni culturali più intelligenti degli ultimi decenni nella storia della città.

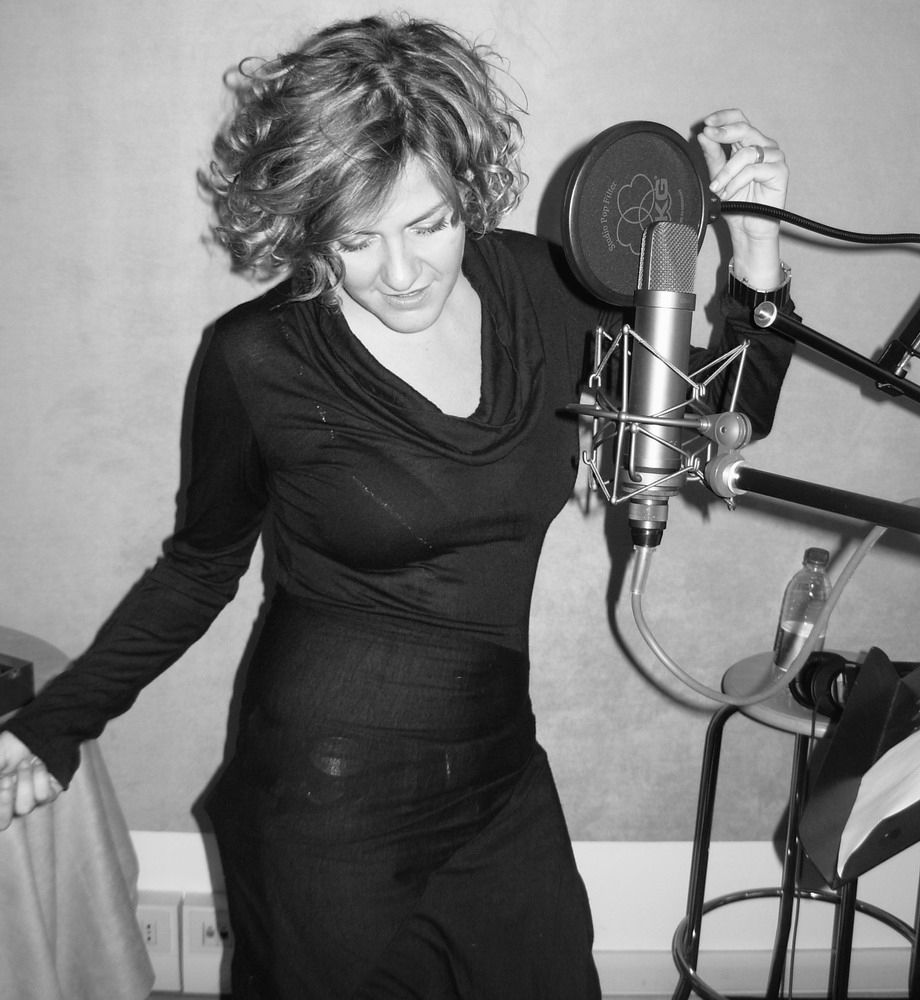
Irene Grandi

Sull'onda del post-punk e della new wave nacquero realtà musicali che in poco tempo raggiunsero la popolarità, con gruppi come Litfiba e Diaframma, Neon, Pankow, e Moda. Nascono le prime radio (Controradio, Radio Cento Fiori) e le prime etichette indipendenti come IRA e Contempo e compagnie teatrali di sperimentazione come Krypton e Magazzini Criminali.
Negli anni novanta, Irene Grandi e Ginevra Di Marco si segnalano come apprezzate interpreti nel panorama nazionale delle voci femminili, la prima come cantautrice, la seconda come cantante dei Consorzio Suonatori Indipendenti prima, e solista poi; Marco Masini ed Aleandro Baldi, entrambi vincitori del Festival di Sanremo, insieme anche con Paolo Vallesi, sono stati interessanti esponenti fiorentini nel filone della canzone d'autore.
Tra i gruppi,  i già citati Litfiba, e successivamente anche Piero Pelù da solista, hanno costituito per molti anni un punto di riferimento nella scena del rock e pop-rock italiano, mentre la Bandabardò lo è tuttora per quanto riguarda il folk-rock. Altre band fiorentine che hanno avuto fortuna a momenti alterni sono stati i Dirotta su Cuba, gli O.R.O. e gli Street Clerks.

### La musica della tradizione
I confini tra canti popolari fiorentini e toscani sono spesso abbastanza labili, poiché non è infrequente che lo stesso canto sia attestato in più varianti solo leggermente diverse in zone differenti della regione, senza che sia possibile stabilirne con esattezza l'area di origine.

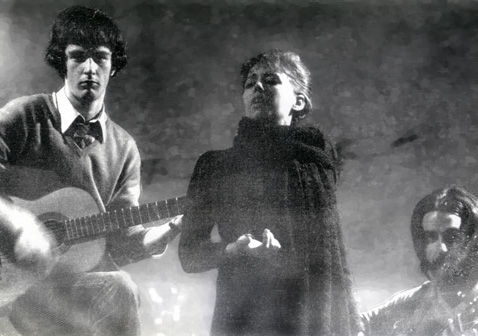
Caterina Bueno in un concerto del 1971

Il vasto repertorio della musica popolare fiorentina consta principalmente di stornelli, rispetti, canti di lavoro e ninne-nanne. Relegato per secoli al ruolo di genere subalterno alla musica "colta", è stato tramandato perlopiù in ambiti familiari per via orale
Nell'ambito di una rivalutazione di tale importante patrimonio musicale, un ruolo fondamentale ha avuto la cantante Caterina Bueno, che a partire dagli anni sessanta ha portato i canti popolari toscani (e fiorentini in particolare) dall'ambito ristretto dei focolari domestici ai palchi dei concerti, dalle sagre rionali alle incisioni su LP.
Il lavoro di Caterina Bueno ha influenzato grandemente molti artisti e cantautori italiani, tra tutti Francesco de Gregori, che ha iniziato la sua carriera accompagnandola alla chitarra nei suoi concerti, ed Eugenio Bennato, che per sua stessa ammissione colse nello spirito della Bueno la spinta a lanciare un'analoga operazione di recupero dei canti della tradizione della sua regione, fino ad arrivare alla creazione della Nuova Compagnia di Canto Popolare.
Se Caterina Bueno ha contribuito a portare alla ribalta il canto popolare fiorentino, si deve tuttavia all'opera di etnomusicologi quali Alessandro Fornari e Claudio Malcapi la ricerca, raccolta e catalogazione di un repertorio che rischiava di andare altrimenti perduto.

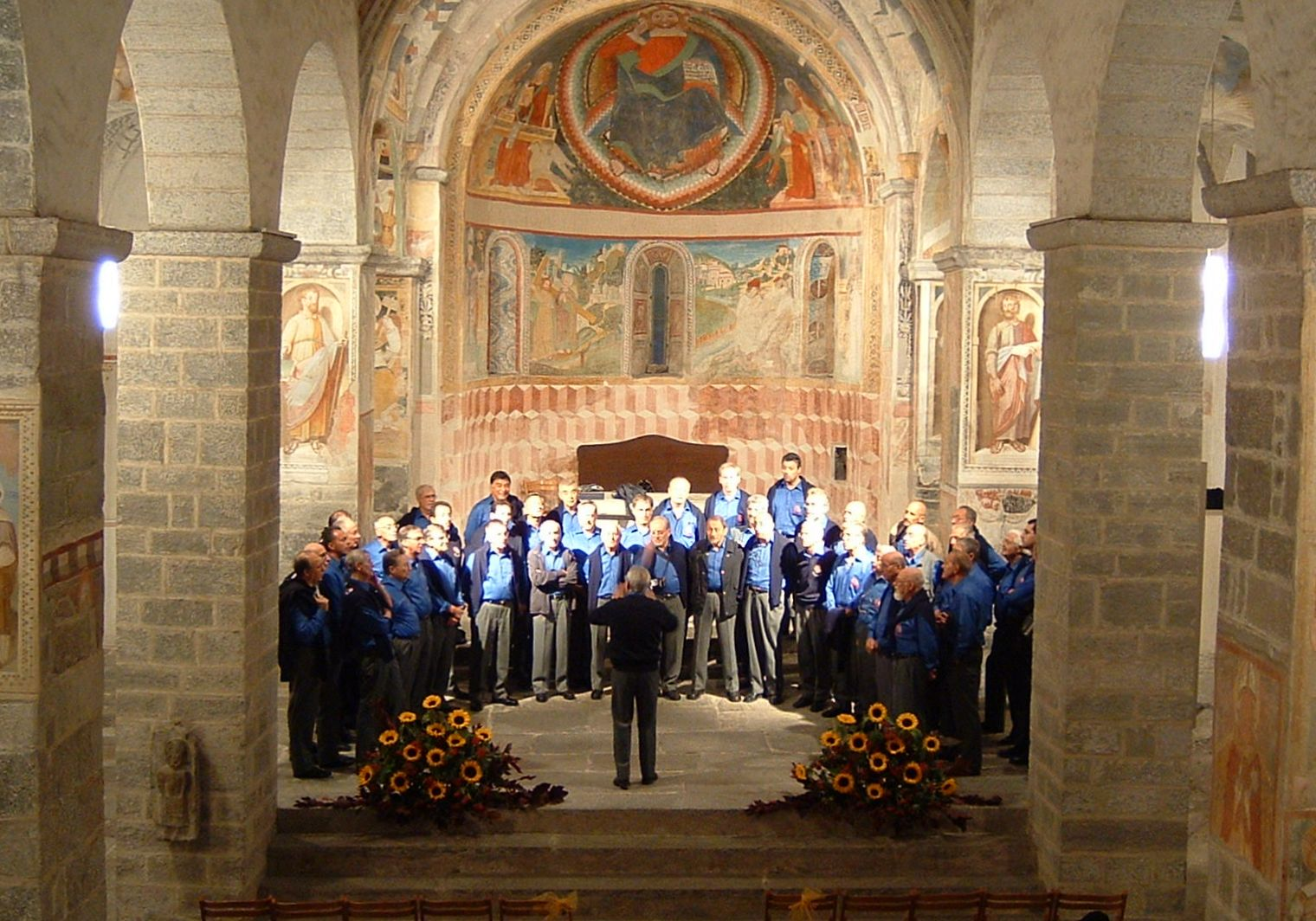
Il coro La Martinella a Biasca (Svizzera)

Il primo dal 1959 ha girato il contado fiorentino e le campagne toscane per registrare e documentare i canti tramandati nelle comunità rurali, predisponendo un importante archivio di registrazioni magnetiche originali, ora depositate presso la Discoteca di Stato; ha inoltre pubblicato svariati libri, nei quali sono riportati testi, varianti, ipotesi sulle origini, e trascrizioni dei canti raccolti in oltre 50 anni di ricerca.
Il Malcapi, che ha collaborato col Fornari nella trascrizione su pentagramma dei canti del suo archivio, ha svolto, seppur in misura minore, un analogo processo di raccolta dei canti che lo ha portato alla costituzione di una raccolta personale di incisioni, in parte inedita. Da queste registrazioni ha armonizzato per coro a quattro voci 40 brani, pubblicandoli nel 1981 in un canzoniere che costituisce per molti cori toscani e italiani un importante punto di riferimento.
Il coro de la Martinella (fondato dallo stesso Malcapi) è sicuramente, nell'ambito della musica corale, il più importante interprete della tradizione popolare fiorentina. I primi due lavori incisi dal coro contengono 24 canti fiorentini e toscani tratti dal già menzionato canzoniere, ed ulteriori incisioni si sono avute nei lavori successivi. Dal 1978 il coro si è reso promotore di un interessante appuntamento annuale che ha per scenario il Salone dei Cinquecento in Palazzo Vecchio, ovvero la Rassegna corale fiorentina di canti tradizionali.
Si segnala inoltre l'opera di Riccardo Tesi che in alcuni progetti personali ha inciso canti fiorentini e toscani, e di Ginevra Di Marco che con Francesco Magnelli ha al suo attivo una lunga serie di concerti dedicati a canti tradizionali di varia origine, alcuni dei quali provenienti dalle campagne fiorentine.
Una nota a margine merita infine Riccardo Marasco, che pur non essendo principalmente cantante di musica popolare, merita comunque di essere citato in questo contesto in quanto autore di musica popolaresca e che, come moderno menestrello, si rifà alla tradizione degli stornelli ed ai canti di rispetto fiorentini.

### La musica contemporanea
Dal dopoguerra a oggi Firenze è stata teatro di una fervida attività sulla nuova musica delle avanguardie, sulla musica sperimentale, soprattutto grazie a personaggi come Pietro Grossi, Albert Mayr, Arrigo Benvenuti, Carlo Prosperi, Giancarlo Cardini, Giuseppe Chiari, Daniele Lombardi, Sergio Maltagliati,  questi ultimi appartenenti alla corrente Musica d’Arte (Musica visiva e Fluxus), e numerosi altri. Di rilievo anche la scuola elettronica fiorentina, fondata proprio da Grossi e che consta oggi di alcuni esponenti riconosciuti internazionalmente come Lelio Camilleri e Francesco Giomi. Tra tutti, spicca il musicista Sylvano Bussotti. Dalla fine degli anni Ottanta ha sede a Firenze il centro di ricerca musicale Tempo Reale, fondato dal grande compositore Luciano Berio, che nel 2013 è diventato ente di rilevanza per lo spettacolo dal vivo della Regione Toscana.

### Canzoni dedicate a Firenze
- Florence en Italie
- Firenze sogna
- Firenze canzone triste
- La porti un bacione a Firenze
- L'alluvione
- Florence (Luc Plamondon)

## I luoghi della musica a Firenze
Sono molti i luoghi a Firenze dedicati, stabilmente o occasionalmente, a concerti musicali; se ne segnalano alcuni:

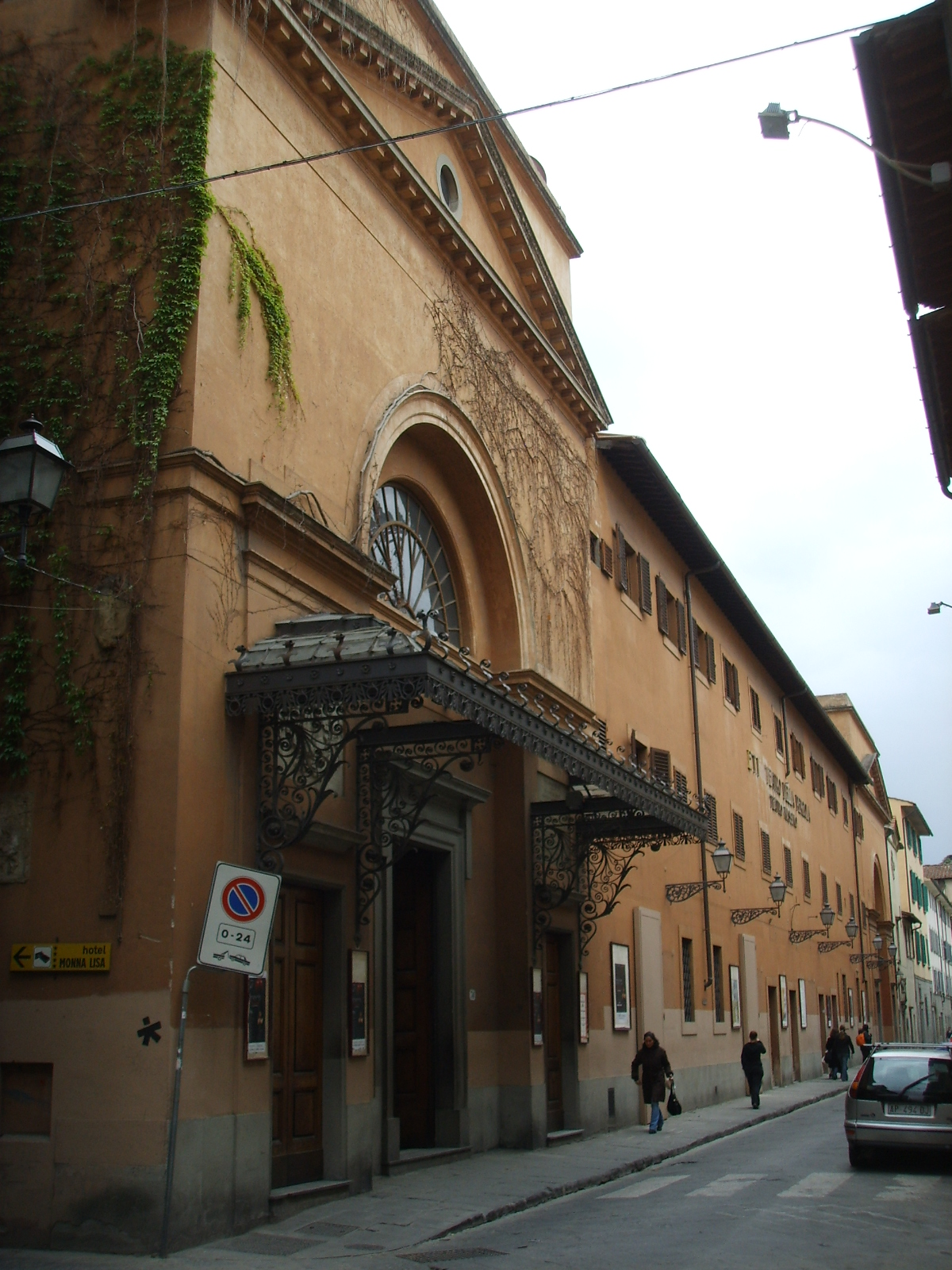
Il Teatro della Pergola

### Teatri principali
- Teatro Comunale - fino al 2014 sede dei concerti del Maggio Musicale Fiorentino
- Teatro Verdi (Firenze) - sede dell'Orchestra regionale toscana
- Teatro della Pergola - sotto il patrocinio dell'ETI, vi si organizzano concerti di musica classica
- Nelson Mandela Forum - sede di numerosi concerti, in special modo di musica rock
- Saschall - ex Teatro-Tenda, ospita concerti di musica leggera e rock
- Parco della Musica - struttura polifunzionale ultimata nel 2014; ospita il Maggio Musicale Fiorentino

### Sale minori e chiese
- Chiesa di Santo Stefano al Ponte - ospita, tra gli altri, i concerti dell'Orchestra regionale toscana (ORT) per le scuole fiorentine e concerti di cori giovanili.
- Chiesa di San Miniato al Monte - ospita concerti di canto gregoriano del Coro Viri Galilaei e di musica medievale
- Chiesa Evangelica dei Fratelli - ospita i concerti di musica da camera della Camera Musicale Fiorentina
- Chiesa di Orsanmichele - sede dei concerti dell'Orchestra da Camera Fiorentina
- Oratorio dei Vanchetoni - ospita concerti di vario genere, perlopiù di musica classica
- Chiesa di Santa Margherita in Santa Maria de' Ricci - vi si tengono settimanalmente concerti d'organo e musica sacra
- Auditorium FLOG - importante centro polivalente nel circuito della musica indipendente; ospita inoltre i concerti della rassegna Musica dei Popoli
- Stazione Leopolda - sede di concerti nell'ambito di diversi festival cittadini

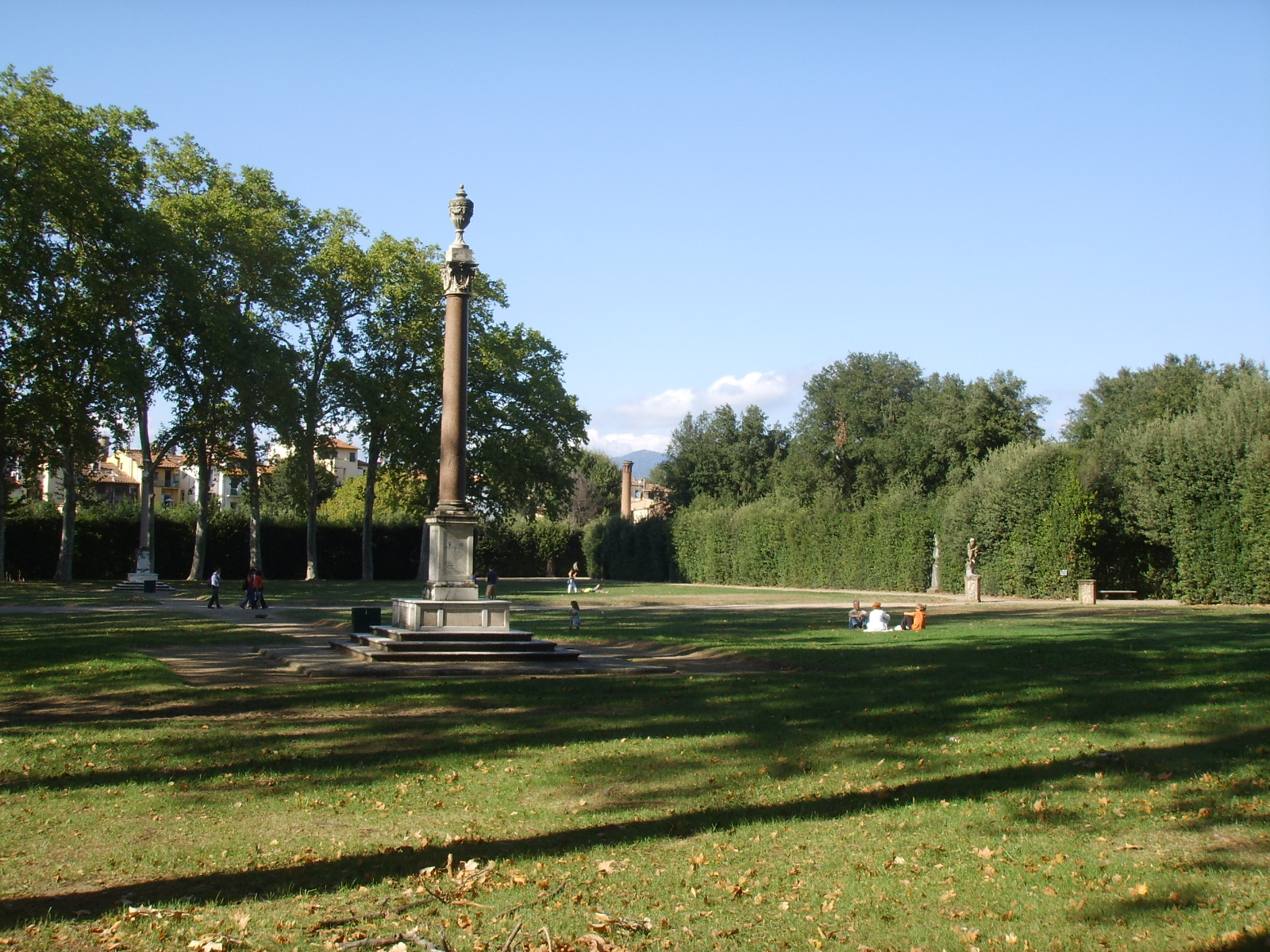
Il Giardino di Boboli

### Altri luoghi ed istituzioni
- Giardino di Boboli - Il Prato delle Colonne ospita parte dei concerti dell'Opera Festival
- Stadio Artemio Franchi - ospita saltuariamente concerti di musica pop e rock
- Conservatorio Musicale Luigi Cherubini
- Museo degli strumenti musicali antichi
- Accademia Musicale di Firenze
- Tempo Reale Centro di ricerca produzione e didattica musicale
- Biblioteca Nazionale Centrale di Firenze - vi è custodita una collezione di manoscritti musicali
- Arena Visarno - Ippodromo - ospita saltuariamente concerti di musica pop, rock e dance.

## Festival, manifestazioni e rassegne
Firenze è sede di svariati festival musicali, oltre che di manifestazioni che prevedono al loro interno concerti ed eventi affini, tra cui si ricordano:

### Musica classica e operistica
- Maggio Musicale Fiorentino
- Opera Festival

### Musica leggera e moderna
- Fabbrica Europa
- Firenze rock
- Decibel Open Air

### Musica tradizionale e World Music
- Musica dei Popoli
- Rassegna Corale Fiorentina di Canti Tradizionali

### Avanguardia e musica elettronica
- Tempo Reale Festival - Dedicato alla musica di ricerca e sperimentale
- Nextech Festival - Musica elettronica e ambiente visivo